# Aleksandra Sołdatowa
Aleksandra Siergiejewna Sołdatowa (ros. Александра Сергеевна Солдатова; ur. 1 czerwca 1998 r. w Sterlitamaku) – rosyjska gimnastyczka artystyczna, czterokrotna mistrzyni świata, trzykrotna mistrzyni Europy.

## Kariera
Gimnastykę zaczęła trenować w wieku pięciu lat.
Na swoich pierwszych seniorskich zawodach wystąpiła w 2014 roku podczas mistrzostw świata w Izmirze. Zdobyła tam złoty medal w klasyfikacji punktowej drużyn. W kwalifikacjach w układach z obręczą i piłką nie awansowała do finałów, mimo miejsc dających awans. Według regulaminu tylko dwoje uczestników z jednego państwa może wystąpić w drugim występie, a Aleksandra była trzecią Rosjanką.
W 2015 roku na mistrzostwach Europy w Mińsku ponownie zdobyła złoto w rywalizacji drużynowej. Wystąpiła też w dwóch finałach, gdzie była siódma w występie z obręczą i ósma w zawodach z maczugami. We wrześniu tego samego roku wzięła udział na mistrzostwach świata w Stuttgarcie. Po raz drugi zdobyła złoty medal w zawodach drużynowych na światowych mistrzostwach. Dwa srebrne medale otrzymała, zajmując drugie miejsca w układach z obręczą i maczugami.
Na mistrzostwach Europy w 2017 roku w Budapeszcie zdobyła złoty medal w zawodach drużynowych. Ponadto dwa srebrne medale wywalczyła w układach z obręczą i piłką. W występie ze wstążką uplasowała się na czwartej pozycji. Rok później została indywidualną mistrzynią świata w Sofii, wygrywając zawody w układzie ze wstążką. Złoto zdobyła także w rywalizacji drużynowej. Do tego dorzuciła srebrny medal w występie z piłką i brązowy w wieloboju.
W 2019 roku na mistrzostwach Europy w Baku znowu zdobyła złoto w zawodach drużynowych. Poza tym dwukrotnie zajęła drugie miejsca, otrzymując srebrne medale w układach z piłką i wstążką.